# Kovács János (labdarúgó, 1924)
Kovács János (1924 –) labdarúgó, hátvéd.

## Pályafutása
1950 és 1952 között a Szegedi Honvéd labdarúgója volt. 1951. március 25-én mutatkozott be az élvonalban a Dorog ellen, ahol csapata 1–0-s vereséget szenvedett. 1953 és 1955 között a Bp. Honvéd együttesében szerepelt. 1953-ban ezüstérmes, 1954-ben és 1955-ben az aranyérmes csapat tagja volt.

## Sikerei, díjai
- Magyar bajnokság
  - bajnok: 1954, 1955
  - 2.: 1953
- A Magyar Népköztársaság Érdemes Sportolója (1955)[2]